# Croix du cimetière de Santenay
La croix de Santenay est une croix monumentale située dans le cimetière du hameau Saint-Jean de la commune de Santenay, en France.

## Localisation
La croix est située dans le cimetière du hameau Saint-Jean, à proximité de l'église Saint-Jean de Narosse au nord-ouest du village de Santenay, dans le département de la Côte-d'Or, en région Bourgogne-Franche-Comté, en France.

## Historique
La croix date de la fin du XVe siècle, possiblement du début du XVIe siècle.
La croix est classée au titre des monuments historiques par arrêté du 1er août 1902.

## Description
Le monument repose sur un socle octogonal composé de trois marches et surmonté d'une base également octogonale et non décorée. Au-dessus, une moulure à gorges prolonge le socle et une tablette permettait à l'officiant de poser un ouvrage. La partie centrale du socle est également octogonale, moulurée et agrémentée de 8 pilastres. Le socle est terminé par une corniche décorée de feuilles de vigne, hommage certain au terroir de la région. Le fût est également octogonal mais en décalage avec l'octogone du socle créant des parties saillantes et un certain jeu de lumières. À la base du fût, quatre consoles se dégagent et qui devaient vraisemblablement accueillir les sculptures des symboles des Évangélistes (ange, aigle, lion, bœuf). Au sommet du fût, une moulure permet de délimiter le fût de la croix. La croix surmontant l'ensemble est nue et ne semble pas d'origine. Des fragments de crucifix permettent de dire qu'un Christ crucifié prenait place sur la croix.